# Jules Bonhomme
Jules Bonhomme est un phycologue français du XIXe siècle.

## Publications
En juin 1858, Jules Bonhomme fait paraître une brochure de huit pages, Notes sur quelques algues d'eau douce.
Jules Bonhomme y décrit quelques espèces d'algues telles que Spirogyra emilianensis Bonhomme.